# Отто Бартнінґ
Отто Бартнінґ (нім. Otto Bartning; 12 квітня 1883 Карлсруе — 20 лютого 1959 Дармштадт) — німецький архітектор, теоретик мистецтва і педагог. Представник архітектурного модернізму.

## Життя та творчість
Син торговця з Мекленбурга і дочки протестантського пастора, Бартнінґ після отримання атестата зрілості в Карлсруе 1902 року вступив на зимовий семестр в Королівську технічну вищу школу Шарлоттенбурга (Königliche Technischen Hochschule Charlottenburg) в Берліні (нині: Technische Universität). 1904 року здійснив навколосвітню подорож, після чого завершував навчання в Берліні і Карлсруе, в тому числі у відомого архітектора Карла Мозера. Отто Бартнінґ закінчив навчання 1905 року без наукового ступеня. Паралельно з навчанням працював архітектором в Берліні.
Бувши студентом, Бартнінґ побудував свою Євангельську церкву світу (Evangelische Friedenskirche) в Пеггау в Штирії, в 1909—1910 роках церква в Ессені. У період до початку Першої світової війни Бартнінґ побудував сімнадцять протестантських церков в переважно католицьких країнах Дунаю, так звані церкви діаспори.
1912 року Отто Бартнінґ став членом німецького Веркбунда (Художньо-промислового союзу), з 1919 по 1923 рік входив до правління організації.
З 1918 року Бартнінґ разом з Вальтером Ґропіусом розробляв наукову і навчальну програми школи Баугаус і таким чином став одним з перших реформаторів художньо-промислової і архітектурної освіти в Німеччині після Першої світової війни.
Після закриття Баугауса 1933 року уряд Тюрінгії запросив Отто Бартнінґа стати директором нової школи у Ваймарі (Staatliche Bauhochschule), яка зайняла будівлю, побудовану Анрі ван де Велде. Після того, як Баугаус переїхав в Дессау, Бартнінґ в 1926—1930 роках був директором знову заснованої Державної вищої будівельної школи Ваймара (Staatlichen Bauhochschule Weimar). У новій школі, яку прозвали «Іншим Баугаусом» (Das andere Bauhaus), були зроблені спроби об'єднати традиційні академічні методи навчання з методикою Баугауса в царині художньо-промислового навчання. Нова школа на відміну від Баугауса була більш прагматичною. Студенти брали участь в реальних проєктах на комерційній основі. Так, наприклад, 1927 року ткацькі майстерні школи виготовили шпалери для павільйону Німеччини на Міланській ярмарку, спроєктованому архітектурним бюро Отто Бартнінґа.
Після перемоги НСРП (націонал-соціалістичної партії) в Тюрінгії 1930 року Бартнінґу довелося передати посаду директора школи П. Шульце-Наумбурга, політичному однодумцю Тюрінгського міністра національної безпеки, а потім рейхсміністра внутрішніх справ В. Фріку.
З 1929 по 1931 рік Бартнінґ був одним з шести засновників архітектурного об'єднання «Кільце» (Der Ring), вніс значний вклад в здійснення житлової забудови Сіменсштадт (Берлін-Шпандау). 1932 року Бартнінґ опублікував свою схему збірного житлового будинку, що отримала загальне визнання. У період 1933—1948 років Отто Бартнінґ займався церковною архітектурою. Він був нагороджений званням почесного доктора архітектури, почесного члена RIBA (Royal Institute of British Architects), займав важливі державні посади як радник з містобудування та архітектури.
1943 року Бартнінґ займався реставрацією Церкви Святого Духа (Heiliggeistkirche) в Гейдельберзі. Після Другої світової війни Отто Бартнінґ очолив будівельний відділ Євангелічної організації в Неккарштайнах. Під його керівництвом і за підтримки зарубіжних церков організація створювала пункти допомоги по всій Німеччині, особливо там, де брали біженців і переміщених осіб. Були побудовані додаткові церковні будівлі, капели, хоспіси.
Бартнінґ зіграв важливу роль у відновленні німецького Веркбунда. В кінці 1950 року переїхав до Дармштадт. У тому ж році він був обраний другим головою Веркбунда і президентом Федерації німецьких архітекторів (BDA). 1953 року був заснований Фонд Отто Бартнінґа зі штаб-квартирою в Дармштадті.
1951 року Бартнінґ очолив Спілку німецьких архітекторів (Bundes Deutscher Architekten: BDA). Бартнінґ помер в Дармштадті 1959 року. Похований на старому кладовищі в Дармштадті. Архів Отто Бартнінґа зберігається на факультеті історії та теорії архітектури архітектурного факультету Дармштадтського технічного університету.
29 травня 2003 року Вселенському церковному конгресі (Ökumenischen Kirchentag) в Берліні з ініціативи приватних осіб була заснована Асоціація, що займається дослідженням і поширенням робіт Отто Бартнінґа (Otto Bartning-Arbeitsgemeinschaft Kirchenbau: OBAK). У 2009—2020 роках асоціація провела безліч міжнародних виставок, присвячених Баугаусу і діяльності Отто Бартнінґа, сучасному мистецтву, містобудівним проєктам. Асоціація здійснює публікації, з 2009 року керує європейським проєктом з міжнародного співробітництва істориків мистецтва і архітекторів.